# Arawanna
Arawanna era un regne que es va formar durant la crisi d'Hatti al segles XVI-XV aC quan Mitanni es trobava al seu punt de màxim poder. Estava situada a la regió de l'Alt Eufrates i la futura Armènia. Va ser sotmès pel rei hitita Tudhalias II cap a l'any 1400 aC.
El rei Tushratta de Mitanni, potser el 1360 aC, hi va afavorir una revolta contra els hitites. Subiluliuma, que probablement encara només era príncep hereu hitita, va anar a la zona i va derrotar els rebels.
Mursilis II que era a la terra de Samuha, a la ciutat de Ziulila (a l'est d'Hattusa) va atacar Arawanna entre el 1320 aC i el 1310 aC en represàlia perquè els habitants havien atacat la terra de Kasiya. Victoriós va retornar a la capital.